# Dekor-Schwertgrundel
Die Dekor-Schwertgrundel (Nemateleotris decora) ist eine Art aus der Familie Grundeln. Sie lebt im tropischen Indopazifik von Mauritius bis Neukaledonien, Samoa und den Ryūkyū-Inseln, in Tiefen von 25 bis 70 Metern an Riffhängen und an der Basis von Außenriffen über Fels- und Geröllböden.
Die Fische werden neun Zentimeter lang und haben einen langgestreckten Körper mit einer langen zweigeteilten Rückenflosse und einer langen Afterflosse. Die vorderen Strahlen der ersten Rückenflosse sind fahnenartig verlängert.
Flossenformel: Dorsale 1 VI, Dorsale 2 I/27–32, Anale I/28–31.
Dekor-Schwertgrundeln leben paarweise und sind monogam. Meistens stehen sie einige Meter über dem Boden in der Strömung und fangen ihre aus Zooplankton, besonders aus Krebslarven und Copepoden bestehende Nahrung. Bei Gefahr ziehen sich die Tiere blitzschnell in eine Höhle zurück.
Wie die beiden anderen Angehörigen der Gattung Nemateleotris wird die Dekor-Schwertgrundel zum Zweck der Aquarienhaltung gefangen. Im Aquarium sind die Fische scheu und sollten nicht mit lebhaften größeren Fischen zusammen gehalten werden. Von einer größeren Gruppe bleibt nach einiger Zeit nur ein Paar übrig. Dekor-Schwertgrundeln sind kurzlebig und werden nur zwei bis drei Jahre alt.